# Demodex
Demodex és un gènere de petits àcars paràsits que viuen en o a prop dels fol·licles pilosos dels mamífers. Se'n coneixen unes 63 espècies. Dues espècies identificades viuen en els humans: Demodex folliculorum i Demodex brevis. En el gos hi viu l'espècie Demodex canis. La paraula demodex deriva del grec i significa dēmos greix + dēx, un cuc de la fusta.